# Cratere Breislak
Breislak è un cratere lunare di 48,64 km situato nella parte sud-orientale della faccia visibile della Luna.
Il cratere è dedicato al geologo italiano Scipione Breislak.

## Crateri correlati
Alcuni crateri minori situati in prossimità di Breislak sono convenzionalmente identificati, sulle mappe lunari, attraverso una lettera associata al nome.
| Breislak | Coordinate            | Diametro (in km) |
| -------- | --------------------- | ---------------- |
| A        | 47°00′36″S 17°21′00″E | 6,73             |
| B        | 47°43′12″S 18°12′36″E | 7,37             |
| C        | 48°57′36″S 18°51′00″E | 5,26             |
| D        | 48°05′24″S 18°40′48″E | 4,06             |
| E        | 47°52′12″S 19°04′48″E | 7,6              |
| F        | 48°31′48″S 19°25′12″E | 6,26             |
| G        | 47°00′S 19°12′E       | 15,71            |